# Birbhum (huyện)
Huyện Birbhum là một huyện thuộc bang West Bengal, Ấn Độ. Thủ phủ huyện Birbhum đóng ở Suri. Huyện Birbhum có diện tích 4545 ki lô mét vuông. Đến thời điểm năm 2001, huyện Birbhum có dân số 3012546 người.